# ويليام ديويت الكسندر
ويليام ديويت الكسندر هو لغوي وسياسي أمريكي، ولد في 2 أبريل 1833 في هونولولو في الولايات المتحدة، وتوفي في 21 فبراير 1913.